# Tintín Márquez
Tintín Márquez, de son nom de naissance Bartolomé Márquez López, né le 7 janvier 1962 à Barcelone, est un footballeur espagnol évoluant au poste de milieu offensif entre 1980 et 1995. Il devient entraîneur en 1997.

## Biographie

### Carrière de joueur
Il joue principalement en faveur du RCD Español et de l'UE Figueres.
Il dispute 140 matchs en première division, inscrivant 29 buts, et 177 en deuxième division, marquant 39 buts. Il est l'auteur de 10 buts avec l'Español lors de la saison 1985-1986, ce qui constitue sa meilleure performance dans l'élite espagnole.

### Carrière d'entraîneur
Il entraîne plusieurs clubs en Espagne puis en Belgique.

### Anecdote
Le surnom de Márquez, Tintín, est en référence au célèbre personnage de bande dessinée créé par Hergé, Tintin. Il est surnommé ainsi en raison de sa houpette qu'il arbore durant sa carrière de joueur, semblable à celle du reporter fictif,. Ironiquement, il devient chauve par la suite.